# Magdalena Jalandoni
Magdalena Jalandoni (Jaro, 27 mei 1891 - 14 september 1978) was een Filipijns schrijfster in het Hiligaynon.

## Biografie
Magdalena Jalandoni werd geboren op 27 mei 1891 in de plaats Jaro, tegenwoordige een district in de stad Iloilo. Ze was een dochter van Francisca Gonzaga en Gregorio Jalandoni. Jalandoni begon op 10-jarige leeftijd met schrijven en publiceerde haar eerste gedichten als 12-jarige. Ze stopte met haar middelbare school om zich te concentreren op het schrijfwerk en bracht op 16-jarige leeftijd haar eerste boek genaamd Ang mga Tunuc sang Isa ka Bulak uit. Ze was daarmee de eerste vrouwelijke auteur die een boek publiceerde in een door mannen gedomineerde sector. Nadien volgden meer boeken. Diverse van haar boeken in de periode 1910 tot 1930 werden bestseller. In totaal bracht ze tien dichtbundels, twintig gedichten, 24 bundels met meer dan 300 korte verhalen, vier toneelstukken en haar autobiografie Ang matamis Kong Kahapon uit.
Voor haar werk ontving ze in 1962 van Paus Johannes XXIII de pauselijke onderscheiding Pro Ecclesia et Pontifice. In 1969 kreeg ze van president Ferdinand Marcos de Republic Cultural Heritage Award in de categorie literatuur.
Jalandoni overleed in 1978 op 87-jarige leeftijd. Ze was ongetrouwd. Een van de straten op het Cultural Center of the Philippines-complex is naar haar vernoemd.

## Bron
- Carlos Quirino, Who's who in Philippine history, Tahanan Books, Manilla (1995)